# Palais du Marquis do Lavradio
Le Palais du Marquis do Lavradio est un bâtiment historique du XVIIIe siècle situé à Rio de Janeiro, dans le quartier de Lapa, Rua do Lavradio. En 1967, l'édifice historique a été cédé à la Société brésilienne des Beaux-Arts.

## Histoire
Construit en 1777 en style colonial, comme résidence du vice-roi du Brésil auprès du marquis do Lavradio, ce palais a été érigé à la demande du 3e vice-roi du Brésil colonial, second marquis do Lavradio, lors du transfert de la capitale de Salvador à Rio de Janeiro.
Au fil des années, le palais abrita la Cour d'appel (1808), le Tribunal de Débarquement (1812), le Sénat fédéral (1831) et la Cour de justice (1833). Il a également été occupé par des organismes tels que l'Institut Félix Pacheco et le Département d'ordre politique et social. Après avoir été fermé pendant de nombreuses années, le Solar do Marquês do Lavradio a été cédé en 1967 par le gouvernement de Rio de Janeiro à la Sociedade Brasileira de Belas Artes.
En 1985, le palais a été classé par l' Institut national du patrimoine culturel,.

## Architecture
Le palais a été construit à l'origine dans un style colonial et après rénovation en 1894, a acquis sa composition éclectique actuelle. Il mesure environ mille mètres carrés et possède une base en pierre et des colonnes de style ionique,,.
Le toit comporte un groupe de quatre sculptures en fonte. Deux sont des allégories de la Justice, l'une tient le sceptre et la table des lois et l'autre porte l'épée et la balance. Les deux autres allégories sont celles de la Paix, avec un caducée et un rameau d'olivier, et de l'Astronomie, tenant un globe et une boussole,,.

## Restauration
Solar do Marquês do Lavradio avait une structure interne très ancienne qui a été endommagée par les termites, ce qui a nécessité la refonte du toit, des sols et des plafonds. Les salles de bains ont été modernisées, ainsi que la plomberie et l'électricité. Certaines cloisons internes ont été supprimées pour adapter le lieu aux cours d'art. Des ascenseurs ont également été intégrés pour assurer l'accessibilité,,
Les travaux de restauration ont débuté en 2010 et ont nécessité un budget de près de six millions de reais brésiliens.